# Geomorfologická oblast

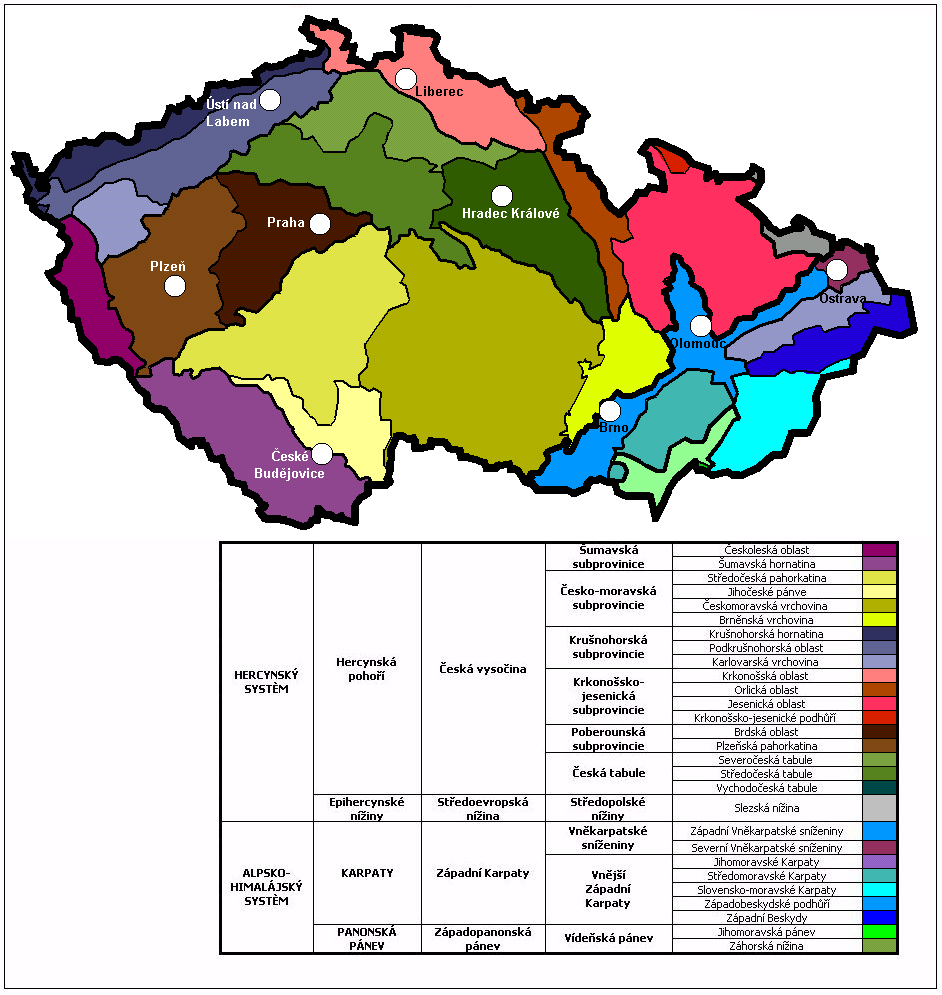
Geomorfologické členění Česka až po oblasti

Geomorfologická oblast (též podsoustava nebo makroregion) je jednotka páté úrovně v hierarchickém geomorfologickém členění povrchu Země v podobě, v jakém se toto členění obvykle uplatňuje v Česku. Nadřazenou jednotkou je geomorfologická subprovincie, podřazenou geomorfologický celek.
Oblast je geologicky i orograficky jednotnější než subprovincie. Stále jde většinou o území rozlohou přesahující jedno pohoří. Do téže oblasti typicky spadá jak hlavní horská skupina, tak i k ní přiléhající podhůří.

## Příklady geomorfologických oblastí v Česku
Území České republiky se člení na 28 geomorfologických oblastí, např. Krkonošská oblast, Jesenická oblast, Českomoravská vrchovina.
- Konkrétně Krkonošská oblast se pak dělí na 14 geomorfologických celků, které už obvykle odpovídají pojmu hory nebo pohoří: kromě vlastních Krkonoš to jsou např. Šluknovská pahorkatina, Lužické hory nebo Krkonošské podhůří.

## Používání pojmů oblast a podsoustava
V české odborné literatuře není shoda na tom, zda používat pojem oblast nebo podsoustava (analogicky není shoda i na používání subprovincie nebo soustava). Slova subprovincie a oblast se poprvé objevují ve článku Břetislava Balatky a Jaroslava Sládka z roku 1980. Potom to zopakoval a dále rozvedl Richard Čapek s Danielou Lackovou v roce 1983: 
"V roce 1979 došlo ke sjednocení geomorfologického členění ČSR a SSR, při němž došlo k určitým změnám. Místo termínů „soustava“ a „podsoustava“ byly zavedeny pojmy „subprovince“ (tedy před r. 1979 'soustava') a „oblast“ (tedy před r. 1979 'podsoustava'), čímž se tyto změny staly závazné zejména pro kartografické a pedagogické účely."
Balatka s Kalvodou (2006) v členění pro Čechy uvádí "subprovincie (dříve soustava) a oblast (dříve podsoustava)".
Jaromír Demek (1987) v Horách a nížinách z roku 1987 (autorsky byl text zpracováván v letech 1976–1978) uvádí pouze v přehledu geomorfologického členění (str. 34–37) soustava/podsoustava a pouze v závorkách je za tím uvedeno subprovincie/oblast. Dále v textu Demek (1987) uvádí už jen soustava a podsoustava. Na str. 33 je v Demkovi (1987) poznámka pod čarou: 
„V roce 1979 byla provedena na společné poradě zástupců geografických ústavů ČSAV a SAV koordinace členění českého a slovenského, neboť do té doby byly rozdíly v terminologii vyšších hierarchických jednotek. Podle této dohody byly zavedeny na místě termínů „soustava“ termíny subprovincie a namístě „podsoustav“ oblasti. Nová úprava byla schválena názvoslovnou komisí Českého úřadu geodetického a kartografického dne 29. 2. 1984 a je používána v našich mapách. V naší knize uvádíme tuto poslední malou změnu vždy v závorce.“
Demek (2006) v Horách a nížinách však uvádí pouze termíny soustava a podsoustava.

## Geomorfologická oblast v různých jazycích
- česky: geomorfologická oblast nebo geomorfologická podsoustava
- slovensky: geomorfologická oblasť nebo geomorfologická podsústava
- polsky: makroregion fizycznogeograficzny